# Comuna Moșcenka, Horodnea
Moșcenka (în ucraineană Мощенка) este o comună în raionul Horodnea, regiunea Cernihiv, Ucraina, formată din satele Hasîcivka, Moșcenka (reședința) și Sutokî.

## Demografie
Componența lingvistică a comunei Moșcenka
     Ucraineană (97,43%)
     Rusă (2,11%)
     Alte limbi (0,45%)
Conform recensământului din 2001, majoritatea populației comunei Moșcenka era vorbitoare de ucraineană (97,43%), existând în minoritate și vorbitori de rusă (2,11%).